# 日本ビルファンド投資法人
日本ビルファンド投資法人（にほんビルファンドとうしほうじん、Nippon Building Fund Inc. 、略称: NBF）は、東京都中央区に本部を置く投資法人。東証上場（J-REIT）。

## 概要
三井不動産が設立企画人として組成され、2001年9月10日に日本で初めて上場（三菱地所系のジャパンリアルエステイト投資法人と同日）したJ-REITである。オフィス特化型。
資産運用会社「日本ビルファンドマネジメント株式会社」の株主は、三井不動産46%、住友生命保険35%、三井住友信託銀行5%、三井住友銀行5%、大同生命保険3%、三井住友海上火災保険3%、ブリテル・ファンド・トラスティーズ リミテッド3%である。
総資産1兆円を超える国内最大規模のJ-REITで、2021年2月時点で資産規模は1位の1.3兆円超、時価総額も1位で1兆円を超える。

## 沿革
- 2001年（平成13年）3月16日 - 本投資法人設立
- 2001年（平成13年）5月10日 - 投信法第187条に基づく登録（関東財務局登録 第2号）
- 2001年（平成13年）5月23日 - 22棟のオフィスビル等の不動産信託受益権を取得し、資産運用開始
- 2001年（平成13年）9月10日 - 東証一部に上場[3]。

## 所有ビル
- NBF大崎ビル
- ゲートシティ大崎
- 大崎ブライトコア
- 西新宿三井ビルディング
- NBFプラチナタワー
- 芝NBFタワー
- 上野イーストタワー
- NBF豊洲キャナルフロント
- NBF品川タワー（旧・三菱重工ビル）
- 新川崎三井ビルディング
- NBF浦和ビル
- つくば三井ビルディング
- NBF日比谷ビル
- 三井住友銀行名古屋ビル
- 中之島セントラルタワー
- アクア堂島
- NBF八丁堀テラス（旧NBF新川ビル西館←第2新日鉄ビル西館。旧東館は売却）
- 新宿三井ビルディング - 2021年に1,700億円で取得[4]
- グラントウキョウサウスタワー（一部）
- リバーシティM-SQUARE